# چونگجو (شهر)
 شهرچونگجو (به کره‌ای: 청주) (به انگلیسی: Cheongju) با جمعیت ۶۴۲٫۸۰۵ نفر در استان چونگچانگ شمالی در کشور کره‌جنوبی واقع شده‌است.